# Divize A 1986/1987
V soubojích 22. ročníku fotbalové České divize A 1986/87 se utkalo 16 týmů dvoukolovým systémem podzim – jaro. Tento ročník začal v srpnu 1986 a skončil v červnu 1987.

## Nové týmy v sezoně 1986/87
Z 3. ligy – sk. A 1985/86 sestoupilo do Divize A mužstvo TJ Slavoj Český Krumlov. Z krajských přeborů ročníku 1985/86 postoupila vítězná mužstva TJ Dynamo České Budějovice junioři z Jihočeského krajského přeboru a TJ Tatran Chodov ze Západočeského krajského přeboru. Také sem bylo přeřazeno mužstvo TJ Spartak BS Vlašim z Divize C.

## Výsledná tabulka
| Poř. | Tým                                | Z  | V  | R  | P  | VG | OG | B  |
| ---- | ---------------------------------- | -- | -- | -- | -- | -- | -- | -- |
| 1.   | TJ Bohemians ČKD Praha junioři     | 30 | 22 | 6  | 2  | 66 | 24 | 50 |
| 2.   | TJ Sokol Svéradice                 | 30 | 14 | 8  | 8  | 63 | 37 | 36 |
| 3.   | VTJ Písek                          | 30 | 14 | 7  | 9  | 49 | 36 | 35 |
| 4.   | TJ Rudá hvězda Okula Nýrsko        | 30 | 14 | 7  | 9  | 48 | 43 | 35 |
| 5.   | TJ Fezko Strakonice                | 30 | 12 | 8  | 10 | 35 | 36 | 32 |
| 6.   | TJ VS Tábor                        | 30 | 9  | 12 | 9  | 36 | 29 | 30 |
| 7.   | TJ ZVVZ Milevsko                   | 30 | 9  | 12 | 9  | 32 | 35 | 30 |
| 8.   | TJ Spartak Pelhřimov               | 30 | 9  | 11 | 10 | 36 | 29 | 29 |
| 9.   | TJ Lokomotiva Plzeň                | 30 | 11 | 7  | 12 | 29 | 33 | 29 |
| 10.  | TJ Slavoj Český Krumlov            | 30 | 11 | 7  | 12 | 29 | 33 | 29 |
| 11.  | TJ Tatran Prachatice               | 30 | 10 | 8  | 12 | 36 | 44 | 28 |
| 12.  | TJ Dynamo České Budějovice junioři | 30 | 8  | 11 | 11 | 31 | 32 | 27 |
| 13.  | TJ Montáže Praha                   | 30 | 7  | 13 | 10 | 26 | 34 | 27 |
| 14.  | TJ ČZ Strakonice                   | 30 | 9  | 9  | 12 | 32 | 42 | 27 |
| 15.  | TJ Spartak BS Vlašim               | 30 | 9  | 6  | 15 | 37 | 61 | 24 |
| 16.  | TJ Tatran Chodov                   | 30 | 3  | 6  | 21 | 23 | 82 | 12 |

Poznámky:
- Z = Odehrané zápasy; V = Vítězství; R = Remízy; P = Prohry; VG = Vstřelené góly; OG = Obdržené góly; B = Body

|  | Postup do 3. ligy – sk. A 1987/88                |
|  | Sestup do příslušného oblastního přeboru 1987/88 |